# Pantera neagră (film din 2018)
Black Panther este un film american cu supereroi din 2018 regizat de Ryan Coogler. Rolurile principale au fost interpretate de actorii Chadwick Boseman, Michael B. Jordan, Lupita Nyong'o, Danai Gurira, Martin Freeman, Daniel Kaluuya, Letitia Wright, Winston Duke, Angela Bassett, Forest Whitaker, și Andy Serkis.
Filmul este primul dintr-o potențială franciză Black Panther și al optsprezecelea din Marvel Cinematic Universe (MCU). Reprezintă a șasea intrare în Faza 3 a MCU.

## Prezentare
Cu mii de ani în urmă, un meteorit plin cu metalul rar și aproape indestructibil numit vibraniu s-a prăbușit pe Pământ, unde cinci triburi africane au început să se lupte pentru el. Unul dintre războinici înghite o "plantă în formă de inimă" afectată de vibraniu și capătă abilități supra umane, devenind primul războinic cu titlul de "Black Panther".  El unește patru dintre triburi (fără tribul Jabari) și formează națiunea Wakanda.
În 1992, regele Wakandei, T'Chaka, își vizitează fratele N'Jobu care lucrează sub acoperire în Oakland, California. T'Chakka îl acuză că a trădat Wakanda, ajutându-l pe traficantul de arme Ulysses Klaue să fure o cantitate mare de vibraniu din Wakanda. Partenerul lui N'Jobu dezvăluie că se numește de fapt Zuri și că este de asemenea sub acoperire, confirmându-i suspiciunile lui T'Chaka.
În prezent, după moartea lui T'Chaka, fiul său T'Challa se întoarce în Wakanda pentru a-și revendica tronul. El și Okoye, liderul regimentului Dora Milaje, o extrag pe fosta iubită a lui T'Challa, Nakia, dintr-o misiune sub acoperire, pentru a putea participa la ceremonia sa de încoronare, împreună cu mama sa Ramonda și sora lui mai mică Shuri. La ceremonie, liderul tribului Jabari, M'Baku, îl provoacă pe T'Challa pentru coroană într-o luptă ceremonială. T'Challa îl învinge pe M'Baku și îl convinge să se predea, pentru a nu muri. Astfel, T'Challa devine noul rege de drept al Wakandei.
După ce Klaue și noul său partener, Erik Stevens, fură un artefact din Wakanda de la un muzeu din Londra, prietenul lui T'Challa și iubitul lui Okoye, W'Kabi, îl îndeamnă să îl captureze pe Klaue și să-l aducă aici în viață. T'Challa, Okoye și Nakia călătoresc în Busan, Coreea de Sud, unde Klaue intenționează să vândă artefactul agentului CIA Everett K. Ross, un prieten vechi al lui T'Challa. Izbucnește un foc de armă iar Klaue încearcă să fugă, dar este prins de T'Challa. Totuși, el este nevoit să-l elibereze și lase în custodia lui Ross. 
În timpu interogării, Klaue îi spune lui Ross că imaginea internațională a Wakandei este doar o acoperire pentru o civilizație avansată tehnologic. Erik îi atacă și îl extrage pe Klaue, în timp ce Ross este grav rănit protejând-o pe Nakia. În loc să-l urmărească pe Klaue, T'Challa alege să-l ducă pe Ross în Wakanda, unde tehnologia lor îl poate salva.
În timp ce Shuri îl vindecă pe Ross, T'Challa îl confruntă pe Zuri în legătură cu N'Jobu. Zuri îi explică faptul că N'Jobu intenționa să împărtășească tehnologia Wakandei cu oameni de origine africană din întreaga lume pentru a-i ajuta să-și cucerească opresorii. În timp ce T'Chaka îl aresta pe N'Jobu, acesta l-a atacat pe Zuri, astfel că T'Chaka a fost nevoit să-l omoare. T'Chaka i-a ordonat lui Zuri să mintă că N'Jobu a dispărut și l-a lăsat pe fiul american al lui N'Jobu în urmă, pentru a menține minciuna. Acest băiat a crescut și a devenit Erik Stevens, un soldat american parte din black ops, și a adoptat porecla "Killmonger". 
Între timp, Killmonger îl trădează și ucide pe Klaue și îi aduce corpul în Wakanda. El este adus în fața bătrânilor tribali, unde dezvăluie cine este și cere tronul. Killmonger îl provoacă pe T'Challa la luptă ceremonială, unde îl ucide pe Zuri și îl învinge pe T'Challa, aruncându-l într-o cascadă, unde toată lume îl crede mort.  Astfel, Killmonger devine noul rege și înghite o "plantă în formă de inima", ordonând ca restul să fie arse, dar Nakia reușește să ia una. Killmonger, susținut de W'Kabi și de tribul său, se pregătește să distribuie încărcături de arme din Wakanda către operatori din întreaga lume.
Nakia, Shuri, Ramonda și Ross se duc la tribul Jabari pentru ajutor. Ei îl găsesc pe T'Challa în comă, care a fost salvat de Jabari în schimbul cruțării vieții lui M'Baku. Vindecat de planta lui Nakia, T'Challa se întoarce să lupte cu Killmonger, care poartă propriul costum de Black Panther. W'Kabi și armata sa se luptă cu Shuri, Nakia și Dora Milaje, în timp ce Ross pilotează de la distanță un avion și distruge avioanele care transportă armele din vibraniu. M'Baku și Jabari se alătură de asemenea luptei, pentru a-l ajuta pe T'Challa. Confruntat de Okoye, W'Kabi și armata lui se predau. 
Luptându-se cu Killmonge în mina de vibraniu a Wakandei, T'Challa îi perturbă costumul și îl înjunghie. Nedorind să facă aceeași greșeală ca și tatăl său, T'Challa îi oferă lui Killmonger șansa să fie vindecat, dar acesta refuză, alegând să moară un om liber, decât să fie încarcerat tot restul vieții. 
Mai târziu, T'Challa, din noul regele de drept din Wakanda, creează primul centru de ajutor al Wakanei în clădirea unde a murit N'Jobu, urmând să fie condus de Nakia și Shuri.
Într-o scenă la mijlocul genericului, T'Challa apare în fața Organizației Națiunilor Unite pentru a dezvălui adevărată natură avansată a Wakandei. Într-o altă scenă după credite, Shuri îl ajută pe Bucky Barnes cu recuperarea lui.

## Distribuție
| Actor             | Personaj                             |
| ----------------- | ------------------------------------ |
| Chadwick Boseman  | T'Challa / Black Panther             |
| Michael B. Jordan | N'Jadaka / Erik "Killmonger" Stevens |
| Lupita Nyong'o    | Nakia                                |
| Danai Gurira      | Okoye                                |
| Martin Freeman    | Everett K. Ross                      |
| Daniel Kaluuya    | W'Kabi                               |
| Letitia Wright    | Shuri                                |
| Winston Duke      | M'Baku                               |
| Angela Bassett    | Ramonda                              |
| Forest Whitaker   | Zuri                                 |
| Andy Serkis       | Ulysses Klaue                        |